# Bittacus puripennatus
Bittacus puripennatus is een schorpioenvlieg uit de familie van de hangvliegen (Bittacidae). De wetenschappelijke naam van de soort is voor het eerst geldig gepubliceerd door Cai & Hua in 2006.
De soort komt voor in China.